# 福雷斯特·舍曼号驱逐舰 (DDG-98)
福里斯特·舍曼号驱逐舰（英語：USS Forrest Sherman (DDG-98)）是美国海军阿利·伯克级驱逐舰的第四十八艘，以海军上将福里斯特·舍曼命名。
福里斯特·舍曼号驱逐舰于2003年8月7日在密西西比州帕斯卡古拉的英戈尔斯造船厂安放龙骨，2004年10月2日下水，2006年1月28日服役。